# Herta Glaz
Herta Glaz   (Viena, 16 de setembre de 1908 - Hamden, 28 de gener de 2006) va ser una mezzosoprano operística nord-americana, professora de veu i directora d'òpera de naixement austríac.
Es va convertir en ciutadana dels Estats Units el 1943. Del 1942 al 1956, va ser un membre del Metropolitan Opera, on va cantar en més de 300 representacions. També va estar molt activa amb l'Òpera de San Francisco entre el 1944 i el 1951. Alguns dels papers que va interpretar a l'escenari van ser Marcellina a Le Nozze di Figaro, Annina, Siegrune a Die Walküre, Flosshilde a Götterdämmerung i Magdalene a Die Meistersinger von Nürnberg.
En els seus darrers anys, Glaz es va convertir en una famosa professora de veu i directora d'òpera. Va ensenyar veu a la "Manhattan School of Music" del 1956 al 1977, a la Universitat del Sud de Califòrnia del 1977 al 1994, al Aspen Music Festival entre el 1987 i el 1994 i en privat des de les seves cases de New Haven i Los Angeles. Entre els seus alumnes destacats hi havia les sopranos Susan Davenny Wyner i Sally Sanford, i els mezzos Gail Dubinbaum, Jacalyn Kreitzer i Cynthia Munzer. El 1963 va fundar la "New Haven Opera Society", que més tard es va convertir en el "New Haven Opera Theatre" (NHOT). Va ser directora de NHOT fins que la companyia es va desestabilizar per motius financers el 1976. Amb la companyia va presentar 12 temporades de produccions d'òpera completament escenificades, així com un programa molt actiu d'actuacions d'òpera per a escolars.
Glaz es va formar a la Universitat de Música i Arts Escèniques de Viena i a la Universitat Mozarteum de Salzburg. Es va casar diverses vegades durant la seva vida: primer amb el director d'orquestra Joseph Rosenstock i després amb el compositor vienès Paul August Csonka. El seu tercer i últim matrimoni va ser amb el psiquiatre vienès Frederick Redlich, que va durar gairebé cinquanta anys. Redlich va ser notablement el degà de la Facultat de Medicina de la Universitat Yale.